# Anomalia
Anomalia es una serie de televisión de género fantástica suiza, fue transmitida por primera vez el 15 de mayo de 2018 por Europa Europa.
Se transmitirá todos los martes a partir de las 22:00, por la pantalla de: Europa Europa.

## Sinopsis
La serie se centra en una joven neurocirujana, que vuelve a su pueblo natal, junto a su hijo para incorporarse a un prestigioso hospital. Sin embargo, comienza a sufrir alucinaciones y poco a poco va descubriendo los secretos que alberga la clínica y recuerdos traumáticos de su infancia.
En cada capítulo, se presentará un caso clínico de neurocirugía de vanguardia, que sirve como referencia para ir avanzando la historia general. 

## Elenco
- Natacha Regnier
- Didier Bezace
- Patrick Lapp
- Claudine Inga Barbey

- Datos: Q23199387